# Polyara insolita
Polyara insolita är en tvåvingeart som beskrevs av Walker 1859. Polyara insolita ingår i släktet Polyara och familjen borrflugor. Inga underarter finns listade i Catalogue of Life.